# ایتیر اسن
ایتیر اسن (انگلیسی: Itır Esen؛ زادهٔ ۱۷ دسامبر ۱۹۵۶) بازیگر اهل ترکیه است.
از فیلم‌ها یا برنامه‌های تلویزیونی که وی در آن نقش داشته‌است می‌توان به امتحان، چشمهای خندان اشاره کرد.